# Comuna Naumivka, Koriukivka
Naumivka (în ucraineană Наумівка) este o comună în raionul Koriukivka, regiunea Cernihiv, Ucraina, formată din satele Andronîkî, Naumivka (reședința), Peredil, Spîciuvate, Turivka și Vîsoke.

## Demografie
Componența lingvistică a comunei Naumivka
     Ucraineană (98,27%)
     Rusă (1,67%)
Conform recensământului din 2001, majoritatea populației comunei Naumivka era vorbitoare de ucraineană (98,27%), existând în minoritate și vorbitori de rusă (1,67%).